# Arroyo Concha
Arroyo Concha är en ort i Mexiko.   Den ligger i kommunen San Juan Lalana och delstaten Oaxaca, i den sydöstra delen av landet, 400 km sydost om huvudstaden Mexico City. Arroyo Concha ligger 178 meter över havet och antalet invånare är 239.
Terrängen runt Arroyo Concha är kuperad västerut, men österut är den platt. Runt Arroyo Concha är det glesbefolkat, med 12 invånare per kvadratkilometer. Närmaste större samhälle är San Juan del Río, 5,9 km sydost om Arroyo Concha. I omgivningarna runt Arroyo Concha växer huvudsakligen savannskog.